# Scot Pollard

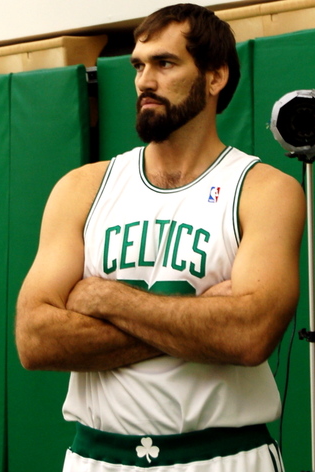
Foto do jogador de basquete norte-americano Scot Pollard.

Scot Pollard é um jogador de basquete norte-americano que foi campeão da Temporada da NBA de 2007-08 jogando pelo Boston Celtics. Em onze anos de carreira na NBA ele jogou por cinco equipes, ficando a maior parte de sua carreira no Sacramento Kings e no Indiana Pacers.

## Início
Pollard foi um dos seis filhos de uma família Mórmon, mas Pollard nunca praticou a religião. Seu pai, Pearl Pollard, jogou basquete na Universidade de Utah. Durante três anos, ele jogou basquete da escola Torrey Pines High School, em San Diego antes de se mudar para Kennewick, Washington para jogar para a Kamiakin High School a maior parte do último ano. Ele finalmente se formou na Torrey Pines e freqüentou a Universidade de Kansas, onde se graduou em 1997 com uma licenciatura em educação.